# بوب بيكر
بوب بيكر (بالإنجليزية: Bob Baker)‏ هو ممثل أمريكي، ولد في 8 نوفمبر 1910 في الولايات المتحدة، وتوفي بنفس المكان في 29 أغسطس 1975.

## وصلات خارجية
- بوب بيكر على موقع IMDb (الإنجليزية)
- بوب بيكر على موقع أول موفي (الإنجليزية)
- بوب بيكر على موقع قاعدة بيانات الفيلم (الإنجليزية)